# Phorate
Le phorate est un composé organophosphoré utilisé comme insecticide et acaricide. Dans des conditions normales, c'est un liquide jaune clair, mobile et peu soluble dans l'eau mais soluble dans des solvants organiques. Il est relativement stable et ne s'hydrolyse seulement dans des conditions très acides ou très basiques. Il est très toxique tant pour les organismes ciblés que pour les mammifères y compris l'homme. Il inhibe l'acétylcholinestérase et la pseudocholinestérase.
Le phorate est généralement appliqué sous forme de granulés. Il n'est pas biocumulatif et n'a aucune action résiduelle mais certains métabolites dérivés peuvent persister dans le sol. Il endommage aussi certaines semences.
Le phorate est facilement absorbé par toutes les voies. Sa toxicité est élevée. La DL50 (dose létale médiane) par voie orale est de 1,1  à   3,2 mg·kg-1 chez le rat et de 3,5  à   6,5 mg·kg-1 chez la souris (phorate technique c'est-à-dire 90 % de pureté). Des valeurs similaires ont été trouvées chez les oiseaux.